# Jewgeni Nikolajewitsch Schtschepkin

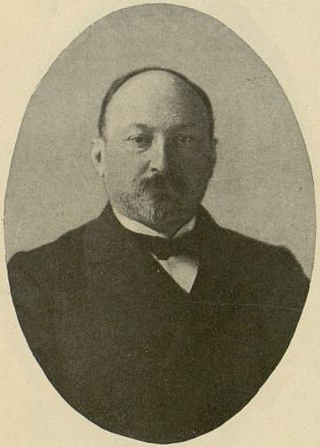
Jewgeni Nikolajewitsch Schtschepkin (1906)

Jewgeni Nikolajewitsch Schtschepkin (russisch Евгений Николаевич Щепкин; * 13. Maijul. / 25. Mai 1860greg. in Moskau; † 11. Oktober 1920 in Odessa) war ein Historiker, Hochschullehrer und Politiker im Russischen Kaiserreich.

## Leben
Jewgeni Nikolajewitsch Schtschepkin, ein Enkel des Schauspielers Michail Semjonowitsch Schtschepkin und älterer Bruder des Slawisten Wjatscheslaw Nikolajewitsch Schtschepkin, absolvierte nach dem Besuch der Knabenschule der Kathedrale St. Peter und Paul ein Studium an der Fakultät für Geschichte und Philologie der Universität Moskau, das er 1883 bei Wladimir Iwanowitsch Guerrier abschloss. Zu seinen Kommilitonen gehörte Pawel Nikolajewitsch Miljukow. Im Anschluss blieb er am dortigen Institut für allgemeine Geschichte und wurde 1892 zum Privatdozent berufen.
1898 nahm er den Ruf auf eine Professur an der Kaiserlichen Neurussischen Universität in Odessa an. Zu Beginn des 20. Jahrhunderts schloss er sich der liberalen Bewegung an und wurde als Vertreter der Konstitutionell-Demokratische Partei (KD), der sogenannten „Kadettenfraktion“, bei den Wahlen von März bis April 1906 für das Gouvernement Cherson zum Mitglied der Ersten Staatsduma gewählt. Er war Mitunterzeichner des Wyborger Manifests vom 9. Julijul. / 22. Juli 1906greg., ein von der KD initiierter Aufruf zum Widerstand gegen die Regierung von Zar Nikolaus II., nachdem dieser die 1. Staatsduma aufgelöst hatte, und wurde wegen der Unterzeichnung als Professor entlassen.
Schtschepkin unterrichtete daraufhin in privaten Bildungseinrichtungen in Odessa und brach nach dem Scheitern der Ziele des Wyborger Manifests mit den Kadetten. Nach der Februarrevolution 1917 kehrte er als Professor an die Kaiserliche Neurussische Universität zurück und schloss sich der linksnationalistischen Partei der Borotbisten an, ehe er 1919 Mitglied der Kommunistischen Partei Russlands (Bolschewiki) wurde.
Seine Nichte war die Schriftstellerin, Dichterin, Dramatikerin und Übersetzerin Tatjana Lwowna Schtschepkina-Kupernik.

## Veröffentlichungen
Als Historiker und Hochschullehrer befasste sich Jewgeni Schtschepkin mit der diplomatischen und militärischen Geschichte des Siebenjährigen Krieges, der Aufklärung der Identität des falschen Dmitri I., der russisch-warägischen Beziehungen, Fragen des Feudalismus in Westeuropa. Er war Autor mehrerer Artikel und Lehrbücher wie:
- Russisch-warägische Beziehungen. Altnordischer Bestattungsritus mit einem Schiff, in: Zeitschrift des Ministeriums für öffentliche Bildung, 1894
- Geschichte der Ära des Siebenjährigen Krieges. Die Russisch-Österreichische Union während des Siebenjährigen Krieges, Sankt Petersburg, 1902
- Die altnordische Saga Günleyg die Schlangenzunge, Odessa 1905
- Die Persönlichkeit des falschen Dmitri I., in: Dmitri I. Russische Geschichte in Aufsätzen und Artikeln, Band II, 1910